# Zoothera
Zoothera – rodzaj ptaków z podrodziny drozdów (Turdinae) w obrębie rodziny drozdowatych (Turdidae).

## Zasięg występowania
Rodzaj obejmuje gatunki występujące w skrajnie wschodniej europejskiej części Rosji, w Azji i Australazji.

## Morfologia
Długość ciała 19–30 cm; masa ciała 60–131 g.

## Systematyka
Rodzaj zdefiniował w 1832 roku irlandzki zoolog Nicholas Aylward Vigors w artykule poświęconym himalajskim ptakom, opublikowanym w czasopiśmie Proceedings of the Committee of Science and Correspondence of the Zoological Society of London. Gatunkiem typowym jest (oznaczenie monotypowe) drozdoń długodzioby (Z. monticola).

### Etymologia
- Zoothera: gr. ζωον zōon ‘zwierzę’; -θηρας -thēras ‘-łowca’, od θηραω thēraō ‘polować’, od θηρ thēr, θηρος thēros ‘bestia, zwierzę’[8].
- Andromedon: epitet gatunkowy Myiothera andromedae Temminck, 1826; w mitologii greckiej Andromeda była córką etiopskiego króla Cefeusza i Kasjopei, została wystawiona na pożarcie potworowi morskiemu z powodu arogancji matki, ale uratował ją Perseusz, który potem ją poślubił[9][10]. Gatunek typowy (oznaczenie monotypowe): Myiothera andromedae Temminck, 1826.
- Cichlopasser: gr. κιχλη kikhlē ‘drozd’; łac. passer, passeris ‘wróbel’[11]. Gatunek typowy (oznaczenie monotypowe): Turdus terrestris von Kittlitz, 1830.
- Aegithocichla: gr. αιγιθος aigithos ‘nieznany ptak’, różnie identyfikowany; κιχλη kikhlē ‘drozd’[12].
- Geomalia: gr. γεω- geō- ‘ziemny-’, od γη gē ‘ziemia’; rodzaj Malia Schegel, 1880 (malia)[13]. Gatunek typowy (oryginalne oznaczenie): Geomalia heinrichi Stresemann, 1931.

### Podział systematyczny
Do rodzaju należą następujące gatunki:
- Zoothera dixoni (Seebohm, 1881) – drozdoń długosterny
- Zoothera mollissima (Blyth, 1842) – drozdoń łuskobrzuchy
- Zoothera salimalii Alström, Rasmussen, Zhao, Xu, Dalvi, Cai, Guan, Zhang, Kalyakin, Lei & Olsson, 2016 – drozdoń tybetański
- Zoothera griseiceps (Delacour, 1930) – drozdoń syczuański
- Zoothera marginata Blyth, 1847 – drozdoń himalajski
- Zoothera monticola Vigors, 1832 – drozdoń długodzioby
- Zoothera everetti (Sharpe, 1892) – drozdoń rdzawopierśny
- Zoothera heinrichi (Stresemann, 1931) – celebesik
- Zoothera andromedae (Temminck, 1826) – drozdoń łuskowany
- Zoothera aurea (Holandre, 1825) – drozdoń tajgowy
- Zoothera major (Ogawa, 1905) – drozdoń wschodni
- Zoothera dauma (Latham, 1790) – drozdoń pstry
- Zoothera machiki (H.O. Forbes, 1884) – drozdoń płowy
- Zoothera margaretae (Mayr, 1935) – drozdoń palmowy
- Zoothera lunulata (Latham, 1801) – drozdoń australijski
- Zoothera heinei (Cabanis, 1851) – drozdoń rdzaworzytny
- Zoothera talaseae (Rothschild & E. Hartert, 1926) – drozdoń melanezyjski
- Zoothera terrestris (von Kittlitz, 1830) – drozdoń boniński – takson wymarły prawdopodobnie w XIX wieku[15]